# ۵۰۵ (خورشیدی)
۵۰۵ پانصد و پنجمین سال هجری خورشیدی است.